# Peumerit-Quintin
Peumerit-Quintin is een gemeente in het Franse departement Côtes-d'Armor (regio Bretagne) en telt 148 inwoners (1999). De plaats maakt deel uit van het arrondissement Guingamp.

## Geografie
De oppervlakte van Peumerit-Quintin bedraagt 14,7 km², de bevolkingsdichtheid is 10,1 inwoners per km².
De onderstaande kaart toont de ligging van Peumerit-Quintin met de belangrijkste infrastructuur en aangrenzende gemeenten.

## Demografie
Onderstaande figuur toont het verloop van het inwonertal (bron: INSEE-tellingen).

1. ↑  Populations de référence 2022.